# Богдан, Звонко
Звонимир «Звонко» Богдан (серб. Звонко Богдан / Zvonko Bogdan, род. 5 января 1942, Сомбор, Королевство Венгрия) — сербский певец, исполнитель народных песен сербов, хорватов, венгров и румын, наиболее известен как исполнитель традиционных песен буневцев. Помимо певческой карьеры, является композитором, художником, виноделом и увлекается бегами.

## Биография
Родился в городе Сомбор в 1942 году, когда тот был оккупирован венгерскими войсками. Уроженец семьи буневцев. Детство провёл на салаше (ферме) дедушки Стипана Кукурузара (по материнской линии). Дед по отцовской линии Франя — кучер, играл на тамбурице и был достаточно богатым. Некоторое время Звонко выступал в Сомборском театре, но затем уехал в Белград в 19-летнем возрасте, чтобы поступить в театральную академию. Он зарабатывал на жизнь, выступая в кафанах, и вскоре это стало его призванием.
В течение более чем 30 лет Звонко Богдан пел в белградской гостинице «Унион», где встречались различные журналисты и представители богемы. Первый сольный концерт дал на Калемегдане, а в 1971 году записал свою самую известную песню — «Хеј салаши на северу Бачке» (серб. Эй, хутора на севере Бачки) . С 1972 года выступал с Яникой Балажем в Нови-Саде в Петроварадинской крепости с оркестром, игравшим на тамбурицах.
В 1990-е годы Богдан не выступал, объясняя это отсутствием настроения и расцветом пиратства. В 2004 году он выступал на фестивале Exit в Нови-Саде, посвящённом рок- и поп-музыке. Это был трибьют новых поколений известному певцу и Петроварадинской крепости как площадке выступления народных музыкантов.
Богдан исполняет оригинальные и народные песни Воеводины и Славонии в сопровождении оркестра тамбуриц. Является автором некоторых песен из своего репертуара, исполняет на венгерском и цыганском языках. На своих концертах он выступает с оркестром Миле Николича, который считается правопреемником воеводинского оркестра Яника Балажа, и ансамблем «Zagrebački tamburaši» из Хорватии. Любимыми музыкантами Богдана являются Яника Балаж и Джерри Грчевич. Он выступает с концертами не только в Сербии и Хорватии, но и в странах, где проживают крупные общины этих народов.
Некоторые из его самых известных песен — «Хеј салаши на северу Бачке», «Осам тамбураша с Петроварадина», «Буњевачко прело», «У тем Сомбору», «Већ одавно спремам свог мркова», «Не вреди плакати», «Говори се да ме вараш», «Крај језера једна кућа мала», «Фијалкер стари», «Прошле су многе љубави» и «Ко те има, тај те нема».

## Вне музыки
Супруга — Мирьяна, с которой он венчался в Белграде. В браке родились дети Зигмунд и Эвелина. Внуки — Нина, Александр, София. С 1980 года Богдан проживает в Суботице. Его знают за учтивые и джентльменские манеры. Богдан увлекается бегами, причём лошади и бега являются основными темами песен Богдана. Он считается одним из наиболее успешных гонщиков Воеводины: в 2011 году он выиграл на Загребском ипподроме «Дерби хорватских бегов» (хорв. Hrvatski kasački derbi).

## Дискография
- 22 апреля 1971 — Звонко Богдан[7]
- 15 октября 1972 — Бисери народне музике[7]
- 4 декабря 1973 — Звонко Богдан и оркестар Шандора Лакатоша[7]
- 8 октября 1974 — Звонко Богдан пева за Вас[7]
- 19 марта 1976 — Што се боре мисли моје[7]
- 10 января 1980 — Звонко Богдан[7]
- 6 июня 1981 — Звонко Богдан и тамбурашки оркестар Јанике Балажа[7]
- 15 февраля 1984 — Песме и песници[7]
- 22 июня 1984 — Леголас[7]
- 20 июня 1988 — Сваку жену волим ја[7]
- 1990 — Звонко Богдан
- 2001 — Живот теће у лаганом ритму
- 2002 — Живим живот к'о скитница
- 2003 — Раритети
- 2004 — Успомена на време које се сигурно поновити неће
- 2005 — Панонија и ја
- 2007 — Тко те има, тај те нема
- 2008 — Године су многе прошле

## Влияние
Многие хорватские артисты — ансамбль «Zlatni Dukati», Кичо Слабинац и Мирослав Шкоро — исполняли песни, автором которых был Богдан. В 1994 году «Zlatni Dukati» выпустили альбом «Starogradska pjesmarica» со многими популярными песнями Звонко Богдана, Кичо Слабинац исполняет песни для тамбурицы с 1970-е годы, часть репертуара которого схожа с репертуаром Богдана. Мирослав Шкоро на концертах регулярно исполняет «Хеј салаши на северу Бачке» как дань уважения к Звонко Богдану.
В 1990 году для Звонко Богдана написали песню «Svirci moji» Драго Бритвич и Синиша Леопольд, которую планировалось исполнить на фестивале тамбурицы «Zlatne žice Slavonije» в хорватской Пожеге, однако из-за начавшейся войны Богдан с ней не выступал вплоть до 2004 года. Первым исполнил её Джука Чайич, победивший на том фестивале, а в 2004 году Звонко Богдан выступил с песней в эфире программы «Hit do hita» хорватского телевидения. Свою версию исполнили также Крунослав Слабинац и «Zlatni Dukati».
Звонко Богдан является автором нескольких хорватских песен о Родине: «Otvori prozor», «Od Konavala pa do Zagore» и «Markova čežnja». В мае 2003 года на фестивале Brodfest Звонко Богдан с песней «Od Konavala pa do Zagore» выиграл приз «Рука свободы».

## Награды
- Золотая медаль «За заслуги» (2016, Сербия)[10].